# Iwate (thị trấn)
Iwate (岩手町 Iwate-machi) là thị trấn thuộc huyện Iwate, tỉnh Iwate, Nhật Bản. Tính đến ngày 1 tháng 10 năm 2020, dân số ước tính thị trấn là 12.285 người và mật độ dân số là 34 người/km2. Tổng diện tích thị trấn là 360,46 km2.

## Địa lý

### Đô thị lân cận
- Tỉnh Iwate
  - Morioka
  - Hachimantai
  - Ichinohe
  - Kuzumaki